# Homaliodendron rectifolium
Homaliodendron rectifolium är en bladmossart som beskrevs av Fleischer 1906. Homaliodendron rectifolium ingår i släktet Homaliodendron och familjen Neckeraceae. Inga underarter finns listade i Catalogue of Life.